# Portugiesische Judomeisterschaften 1975
Die Portugiesischen Judomeisterschaften 1975 fanden in Lissabon statt.

## Ergebnisse

### Männer
| Gewichtsklasse | Gold            | Silber         | Bronze                               |
| -------------- | --------------- | -------------- | ------------------------------------ |
| – 63 kg        | José Gomes      | António Morais | João Paulo Mendonca Carlos Maldonado |
| – 70 kg        | António Andrade |                | Guilherme Silva Emilio Costa         |
| – 80 kg        | Manuel Castro   | José Coutinho  | Leopoldo Ferreira Anibal Silva       |